# Porumbești (Cantemir)
Porumbești è un comune della Moldavia situato nel distretto di Cantemir di 1.648 abitanti al censimento del 2004.